# Hawford
Hawford – osada w Anglii, w hrabstwie Worcestershire, w dystrykcie Wychavon. Leży 6 km na północ od miasta Worcester i 166 km na północny zachód od Londynu.